# Україна (футзальний клуб, Львів)
«Україна»  — український футзальний клуб, який представляв Львів. У 1994—1999 роках виступав у Екстра-ліги України.

## Історія
Футзальний клуб «Україна» заснований у 1993 році у Львові. Одним з засновників клубу та головним тренером став Роман Мелах, відомий український спортивний діяч, спортивний публіцист, співавтор книги «Історія львівського футболу» (вийшла в 1999 році). У своєму дебютному сезоні 1993/94 років клуб посів 2-ге місце в Першій лізі та отримав путівку до Вищої ліги.
У сезоні 1995/96 років досяг найбільшого успіху у власній історії — посів 7 місце в чемпіонаті України. В інших чемпіонатах команда не піднімалася вище дванадцятого місця. Найкращим бомбардиром команди в сезоні 1996/97 років став Роман Ковальчик, який став згодом відомим по тренерській роботі зі львівським ТВД і луганським ЛТК.
В середині сезону 1998/99 «Україна» знімається зі змагань у вищій лізі, не виходить на матчі другого кола чемпіонату та припиняє існування.

## Досягнення
- Екстра-ліга України
  - 7-ме місце (1): 1995/96

- Кубок України
  - 1/8 фіналу (1): 1993/94

- Перша ліга України
  -  Срібний призер (1): 1993/94

## Зала
Свої домашні матчі проводить у спортивному залі Скіф, який знаходиться за адресою вул. Марка Черемшини 17, 79 000 Львів.